# Баскетбол на летних юношеских Олимпийских играх 2018
Соревнования по баскетболу на летних юношеских Олимпийских играх 2018 года прошли с 7 по 17 октября в парке Mujeres Argentinas в Буэнос-Айресе, столицы Аргентины. Были разыграны 4 комплекта наград: у юношей и девушек в баскетболе 3х3, а также конкурс по броскам сверху среди юношей, и конкурс среди девушек на точность бросков. В соревнованиях, согласно правилам, смогут принять участие спортсмены рождённые с 1 января 2000 года по 31 декабря 2002 года.

## История
Баскетбол является постоянным видом программы, который дебютировал на I летних юношеских Олимпийских играх в Сингапуре.
На прошлых играх в 2014 году в баскетболе также разыгрывалось четыре комплекта наград. Программа соревнований не изменилась.

## Квалификация
Каждый Национальный олимпийский комитет (НОК) может принять участие максимум в 2 командах, по 1 команде из 4 спортсменов каждого пола. Как хозяева, Аргентина получила 2 команды, по 1 на каждый пол. Победитель мужского и женского Кубка мира 2017 года U18 3x3 квалифицировался на юношескую Олимпиаду. После этого 8 лучших неквалифицированных команд из каждого пола в Национальном рейтинге Федерации FIBA U18 3x3 (обновленном 1 апреля 2018 года) прошли квалификацию на юношеские Олимпийские игры. Остальные 10 команд прошли квалификацию в национальном рейтинге со следующими ограничениями; в одном турнире могут участвовать не более 10 стран с одного континента, и минимум 30 олимпийских комитетов должны участвовать во всех турнирах.
Для участия в юношеских Олимпийских играх спортсмены должны родиться в период с 1 января 2000 года по 31 декабря 2002 года. Кроме того, всем членам команды необходимо иметь участвовал в двух турнирах ФИБА 3х3 в период с 31 июля 2017 года по 31 июля 2018 года и для всех национальных федераций должны быть организованы как минимум три участия в мероприятиях в период с 1 апреля 2017 года и 1 апреля 2018 года.
Команды были официально утверждены 5 апреля 2018 года.
Общее число спортсменов, которые выступят на соревнованиях, было определено Международным олимпийским комитетом и составило 160 человек (по 80 у юношей и девушек) из 33 государств мира.
| NOC            | Boys | Girls | Total athletes |
| -------------- | ---- | ----- | -------------- |
| Андорра        | X    | X     | 8              |
| Аргентина      | X    | X     | 8              |
| Австралия      |      | X     | 4              |
| Бельгия        | X    |       | 4              |
| Бразилия       | X    |       | 4              |
| Китай          | X    | X     | 8              |
| Чехия          |      | X     | 4              |
| Египет         |      | X     | 4              |
| Эстония        | X    | X     | 8              |
| Франция        |      | X     | 4              |
| Грузия         | X    |       | 4              |
| Германия       |      | X     | 4              |
| Венгрия        |      | X     | 4              |
| Индонезия      |      | X     | 4              |
| Италия         | X    |       | 4              |
| Япония         |      | X     | 4              |
| Иордания       | X    |       | 4              |
| Казахстан      | X    |       | 4              |
| Кыргызстан     | X    |       | 4              |
| Латвия         | X    |       | 4              |
| Мексика        |      | X     | 4              |
| Монголия       | X    |       | 4              |
| Новая Зеландия | X    |       | 4              |
| Нидерланды     |      | X     | 4              |
| Румыния        |      | X     | 4              |
| Россия         | X    |       | 4              |
| Словения       | X    |       | 4              |
| Испания        |      | X     | 4              |
| Шри-Ланка      |      | X     | 4              |
| Туркменистан   | X    |       | 4              |
| Украина        | X    | X     | 8              |
| США            | X    | X     | 8              |
| Венесуэла      | X    | X     | 8              |
| Total: 33 NOCs | 20   | 20    | 160            |

## Календарь
| ЦО | Церемония открытия | ● | Квалификации | 2 | Финалы соревнований | ЦЗ | Церемония закрытия |

| Октябрь   | 06 Сб | 07 Вс | 08 Пн | 09 Вт | 10 Ср | 11 Чт | 12 Пт | 13 Сб | 14 Вс | 15 Пн | 16 Вт | 17 Ср | 18 Чт | Соревнования |
| --------- | ----- | ----- | ----- | ----- | ----- | ----- | ----- | ----- | ----- | ----- | ----- | ----- | ----- | ------------ |
| Баскетбол | ●     | ●     | ●     | ●     | ●     | ●     | ●     | ●     | ●     | 2     | ●     | 2     | ●     | 4            |

## Медалисты
| Дисциплина                   | Золото           | Серебро             | Бронза         |
| ---------------------------- | ---------------- | ------------------- | -------------- |
| Юноши 3×3                    | Аргентина        | Бельгия             | Словения       |
| Девушки 3×3                  | США              | Франция             | Австралия      |
| Юноши, данк-контест          | Фаусто Руэсга    | Никита Ремизов      | Никколо Филони |
| Девушки, конкурс на точность | Матильда Пейрень | Катержина Галичкова | София Асеведо  |